# PGC 2300966
LEDA/PGC 2300966 ist eine Galaxie im Sternbild Andromeda am Nordsternhimmel. Sie ist schätzungsweise 629 Millionen Lichtjahre von der Milchstraße entfernt und hat einen Durchmesser von etwa 110.000 Lichtjahren.
Im selben Himmelsareal befinden sich unter anderem die Galaxien IC 65, PGC 3528, PGC 3603, PGC 2299952.